# La suerte en tus manos
La suerte en tus manos es una película coproducida por Argentina, Brasil y España dirigida por Daniel Burman sobre su propio guion escrito en colaboración con Sergio Dubcovsky que se estrenó el 29 de marzo de 2012 y que tuvo como protagonistas a Jorge Drexler, Valeria Bertuccelli, Norma Aleandro y Gabriel Schultz.

## Sinopsis
Uriel, que llega a los 40 separado y con hijos, y desea hacerse una vasectomía como para arrancar una vida distinta, se cruza con Gloria, que viene de enterrar a su padre en Francia. Hace mucho tiempo fueron novios hasta que ella lo dejó, cansada de sus encuentros furtivos y de que no hiciera pública su relación. Uriel es un mentiroso casi compulsivo, y con tal de agradar a Gloria no le dice que trabaja en la financiera que heredó de su papá, y le miente que está preparando un show de regreso de la Trova rosarina.

## Reparto
- Jorge Drexler ... Uriel
- Valeria Bertuccelli ... Gloria
- Norma Aleandro ... Susan
- Gabriel Schultz ... Germán
- Paloma Álvarez Maldonado ... Sara
- Lucciano Pizzichini ... Otto
- Sura Sepúlveda ... Fagner Paván
- Luis Brandoni ... Dr. Weiss
- Juan Carlos Baglietto ... Él mismo
- Silvina Garré ... Ella misma
- Florencia de la V ... Cecilia Marzettio
- Adrián Abonizio ... Él mismo
- Rubén Goldín …Él mismo
- Salo Pasik ... Rafael
- Eugenia Guerty ... Mariana
- Fernando Diego Barletta ... Rabino
- Tomás Sala ... Becario
- Olivier Ubertalli ... Ludovic
- Silvina Bosco ... Amiga de Gloria #1
- Silvana Sosto ... Amiga de Gloria #2
- Susana Cafiero ... Amiga de Gloria #4
- Nico Cota ... Colo
- Juan Ignacio Da Cruz ... Hijo de Mariana
- Lautaro Da Cruz ... Hijo de Mariana
- Teresa Usandivaras ... Directora del coro
- Germán Bluhn ... Lautaro
- Ana Ascselrud ... Stage Manager
- Adrián Charras ... Músico (teclados)

## Comentarios
Para el crítico de Clarín, pareciera que el director

“volviera a su primera época, a insistir con el judaísmo, paródico o no, pero no pudiera hacer que la trama -ingeniosa en el caso, prometedora en su primera hora- despegue, levante vuelo. Como si correteara todo el tiempo por una pista bien mantenida, cuidada, lustrosa. Agradable….Entre un irresponsable, que le compra una pecera, pero no los pececitos a sus hijos, y que se esconde para jugar al póker en un casino, y una mujer que siente que su pareja no lo acompaña ni la atiende como debería, los protagonistas de La suerte en tus manos aspiran a más. La sensibilidad y la ternura con que Burman trata a sus criaturas sigue siendo su marca de fábrica.”

En la crónica de Ámbito Financiero se lee:

"En síntesis… es la curiosa aventura de un tipo del Once que encuentra en Rosario un viejo amor de adolescencia, un contacto indirecto con el mundo musical que soñó de chico, y un contacto directo con una mesa de póker, porque hasta ese momento sólo es un hábil jugador online. A su vez, el viejo amor encuentra, por ejemplo, el legado de su padre, la ocasión de ponerle límites a la madre y patear al novio pelmazo, el regreso al hogar, y el reintento con aquel noviecito de adolescencia al que le siguen gustando los albergues transitorios, las verdades transitorias, y escabullir el bulto. Agil el comienzo, con el cliente que hace un singular elogio de los albergues. Entretenido el resto, con simpático elenco. A toda máquina el final, con la Trova Rosarina que también se reencuentra y de paso participa de la enésima mentira de nuestro héroe, pero al fin y al cabo una mentirita blanca, de esas que ayudan al amor. Se pasa el rato, se disfruta, hasta hay un par de diálogos reveladores como el del rabino con el financiero."

La crítica de A sala llena señala:

"Durante la trama, hay varias situaciones que se tornan un poco repetitivas y previsibles. Aun así el ritmo de la acción no cae en ningún momento, generándose un producto entretenido y efectivo. A diferencia de Dos hermanos, su trabajo más oscuro y denso desde Esperando al Mesías, La suerte en tus manos, recobra el espíritu más lúdico y la energía más optimista y positiva de Derecho de Familia. Sin apostar por golpes bajos o sentimentalista, se convierte en uns obra querible, amable, romántica, donde se realzan los valores familiares.